# Grenade (bài hát)
"Grenade" là bài hát được trình bày bởi ca sĩ-nhạc sĩ và nhà sản xuất âm nhạc người Mỹ - Bruno Mars trích từ album phòng thu đầu tay của anh ấy, Doo-Wops & Hooligans. Ban đầu ca khúc phát hành dưới dạng đĩa đơn quảng bá vào ngày 28 tháng 9 năm 2010, sau đó được phát hành chính thức là đĩa đơn thứ hai trích từ album. Là ca khúc đầu tiên của album, được viết bởi Mars cùng với nhóm sản xuất âm nhạc của anh là The Smeezingtons và Brody Brown, Claude Kelly, Andrew Wyatt. Các đánh giá và nhận xét đối với bài hát đa số đều rất tích cực, các nhà phê bình đã khen ngợi giọng ca và lời bài hát rất cảm xúc trong một ca khúc chia tay như Grenade. Nó đã đạt vị trí số 1 tại Úc, Canada, Ireland, New Zealand, Liên hiệp Anh, và trên bảng xếp hạng Billboard Hot 100, trở thành đĩa đơn quán quân thứ ba của Bruno Mars ở Mỹ và Anh. Video âm nhạc được phát hành vào giữa tháng 11 năm 2010.

## Bối cảnh ra đời
—Bruno Mars viết và nói về ý nghĩa của "Grenade"
Doo-Wops & Hooligans phát hành 2 bài hát trên iTunes Store-không tính đĩa đơn quảng bá trước đó, vào tháng 10 năm 2010;"Liquor Store Blues", hợp tác cùng Damian Marley, và "Grenade". Ca khúc được phát hành vào ngày 28 tháng 9 năm 2010. Trong một cuộc phỏng vấn với Idolator, Mars tiết lộ nhạc sĩ-nhà sản xuất âm nhạc Benny Blanco có chơi một bản nhạc tương tự cùng anh nhưng không phát hành chính thức, và lời bài hát cùng chủ đề, đó chính là cảm hứng chính cho Mars. Anh ấy cũng bày tỏ mong muốn phát hành ca khúc như một đĩa đơn "yêu thích của riêng mình". Trong một cuộc phỏng vấn với Digital Spy, Mars tiết lộ kế hoạch đĩa đơn tiếp theo "Just the Way You Are" với "Grenade".

## Sáng tác
"Grenade" là một ca khúc ballad mang chất Pop và R&B đương đại, đồng sáng tác bởi Mars nhóm sản xuất âm nhạc The Smeezingtons, Brody Brown, Claude Kelly, và Andrew Wyatt. Bản nhạc phát hành bởi Sony/ATV Music Publishing cho thấy rằng "Grenade" viết ở giọng Dm, tốc độ vừa phải, tempo 108 nhịp/phút. Giọng hát của Mars kéo dài trong quãng từ nốt A3 đến D5 và giọng bè được xen vào xuyên suốt bài hát. Bài hát bắt đầu nhẹ nhàng nhưng mạnh dần và lên cao cả âm nhạc và lời ca ở cao trào bài hát, dựa trên "những nhịp phức rộn ràng". Theo Jon Caramanica của tờ The New York Times, bài hát mang yếu tố âm nhạc của những năm thập niên 80 và kèm thêm tiếng trống mạnh tương tự như phong cách của Kanye West. Bill Lamb của About.com chú ý đến "cấu trúc pop cổ điển của bài hát" và Scott Kara của The New Zealand Herald mô tả nhịp điệu bài hát ảnh hưởng bởi phong cách của Shakira. Bài hát có mang một chút yếu tố của Jeff Tweedy trong ca khúc "I'll Fight". Về phần lời bài hát, "Grenade" mang chủ đề tình yêu tan vỡ và đau khổ, một câu chuyện tình éo le với mối quan hệ mâu thuẫn:"Gave you all I had / And you tossed it in the trash" (tạm dịch: Trao cho em tất cả những gì tôi có, và em đã ném chúng vào bãi rác). Mars hát đoạn điệp khúc như sau, "I'd catch a grenade for ya,"(tạm dịch: Tôi sẽ cầm lựu đạn vì em), và tình yêu đó không được đáp lại vì cô gái "sẽ không làm điều tương tự". (won't do the same)

## Nhận xét

### Nhận xét và phê bình

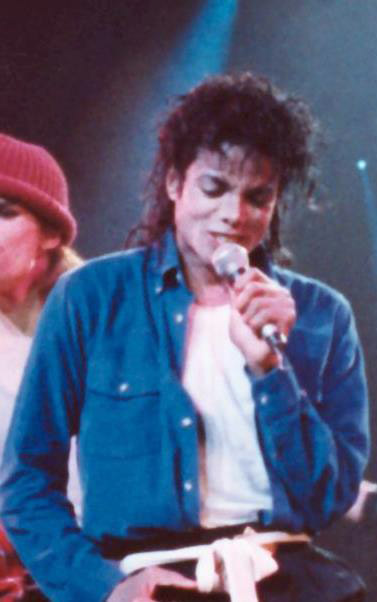
"Grenade" được so sánh với ca khúc "Dirty Diana" của Michael Jackson.

Grenade được nhận rất nhiều phản hồi tích cực từ giới phê bình. Lamb đưa ra đánh giá cho bài hát trong 4 sao rưỡi trên 5 sao, khen ngợi giọng ca của Mars và lời bài hát cảm động với một ca khúc mà anh cho rằng "củng cố vị trí của anh ấy trong top các nghệ sĩ mới hàng đầu của năm 2010". Leah Greenblatt của Entertainment Weekly gọi "Grenade" là "bầu không khí rộng mở" trong album phòng thu đầu tay của Mars, và xem nó như điểm nổi bật của album, cũng như Sean Fennessey của The Washington Post. Roberto Mucciacciaro từ MTV chú ý đến ảnh hưởng mạnh mẽ và tương tự với ca khúc "Dirty Diana" của Michael Jackson, một ca khúc mà Mars cũng từng biểu diễn cover vài lần trong các sự kiện âm nhạc. Amar Toor của kênh AOL Radio đã khen ngợi bài hát, gọi nó "không có gì thiếu để bùng nổ", và Jody Rosen của tờ Rolling Stone giới thiệu bài hát là bằng chứng cho tài năng của Mars như một "nhà soạn nhạc phung phí tài năng". Tuy nhiên, Eric Henderson của tạp chí Slant lại gạt bỏ lời bài hát không thực tế của ca khúc và Tim Sendra của allmusic nghĩ bài hát "hơi quá"; là ca khúc yếu ớt nhất trong album.

### Diễn biến bảng xếp hạng
"Grenade" lần đầu tiên ra mắt trên bảng xếp hạng Billboard Hot 100 vào tuần tính từ ngày 16 tháng 10 năm 2010 ở vị trí số 8 và nhảy lên vị trí số 5 vào tuần tính từ ngày 18 tháng 12 năm 2010. Vào ngày 29 tháng 12, nó đã đạt vị trí số 1, trở thành đĩa đơn quán quân thứ ba của Bruno Mars trên bảng xếp hạng này, đĩa đơn quán quân đầu tiên của anh là hợp tácvới B.o.B trong Nothin' On You, và Just the Way You Are. (Đĩa đơn sau đó đã bị rớt hạng và quay trở lại vị trí số 1 thêm 2 lần nữa, trở thành một trong bảy đĩa đơn trong lịch sử Billboard có 3 lần riêng biệt ở vị trí quán quân.) Vào tháng 1 năm 2011, nó trở thành đĩa đơn solo thứ hai của anh ấy đứng đầu bảng với 2 triệu lượt tải trả tiền. It has now sold over 3,000,000 downloads in the US. Vào tháng 2, đĩa đơn đã đứng đầu bảng với 3 triệu lượt tải về chỉ với 19 tuần ra mắt. So với Just The Way You Are đạt mức tải về này chỉ sau 4 tuần, tổng cộng là 23 tuần.. Bài hát đạt vị trí số 1 tại bảng xếp hạng Canadian Hot 100, New Zealand, Australia and Sweden. Vào ngày 4 tháng 2, đĩa đơn đã giành được 4 tuần đứng đầu bảng tại bảng xếp hạng Irish Singles Chart.

## Video âm nhạc
Video âm nhạc được phát hành vào ngày 19 tháng 11 năm 2010, đạo diễn bởi NABIL. Trong video hậu trường, Mars giải thích, "Ý tưởng của video là cuộc đấu tranh của tôi, để nói với cô gái rằng tôi sẽ làm tất cả vì cô ấy, vì thế tôi sẽ đi xa thật xa đến khi nào kéo cây đàn dương cầm tặng cô ấy để tôi có thể hát lên con tim mình." Video với hình ảnh những nỗ lực của Mars để hát cho cô gái sau khi kéo được cây đàn dương cầm đi qua Los Angeles. Anh ấy mặc một bộ đồ vet và gặp một nhóm giang hồ và một con chó bun trên đường đi. Khi anh ấy đến được nhà cô gái và nhìn thấy cô ấy với người đàn ông khác, anh ta tự kéo dương cầm một mình và đứng trước đoàn xe lửa.

## Biểu diễn trực tiếp
Mars biểu diễn bài hát tại Bowery Ballroom ở New York vào ngày 25 tháng 8 năm 2010, anh ấy và 4 người trom nhóm nhạc đều mặc bộ đồ tuxedo màu xanh và cà vạt nhỏ màu đen. Bài hát cũng được biểu diễn tương tự vào ngày 9 tháng 10 năm 2010 trong chương trình Saturday Night Live, một phần biến tấu của Nothin' on You". Một bản phối nhẹ nhàng của ca khúc được hát trong một video mẫu của tạp chí Billboard ở mục Tastemakers. Ngoài ra, Mars đã biểu diễn âm nhạc trong chương trình Late Show with David Letterman với "Grenade" cùng một dàn hợp xướng toàn nữ. Bài hát được biểu diễn vào ngày 28 tháng 11 năm 2010 trong lễ trao giải Soul Train Music Awards, Mars cũng đã thắng giải Bài hát của Năm với "Nothin' on You" tại buổi lễ này. Anh ấy cũng biểu diễn bài hát trong chương trình truyền hình Đức The Voice of Holland, trước khi tham gia chương trình "The Voice of America" ở Mỹ vào tháng 5.

## Danh sách đĩa nhạc
- Tải về dạng kỹ thuật số[33]

1. "Grenade" – 3:42

- Đĩa đơn CD Đức[34]

1. "Grenade" (album version) – 3:45
2. "Just the Way You Are" (Carl Louis & Martin Danielle Classic Mix) – 5:17

- The Grenade Sessions đĩa mở rộng[35]

1. "Grenade" – 3:45
2. "Catch a Grenade" (The Hooligans Remix) – 3:30
3. "Grenade" (Passion Pit Remix) – 6:10
4. "Grenade" (acoustic) – 4:09
5. "Grenade" (music video) – 3:40

## Thành phần
- Nghệ sĩ – Bruno Mars, Philip Lawrence, Ari Levine, Brody Brown, Claude Kelly, Andrew Wyatt
- Sản xuất – The Smeezingtons
- Phối khí – Manny Marroquin
- Trợ lý phối khí – Erik Madrid, Christian Plata
- Kỹ sư âm thanh – Ari Levine
- Nhạc công – Bruno Mars, Ari Levine, Brody Brown
- Điều khiển âm thanh – Stephen Marcussen

Nguồn:

## Bảng xếp hạng và doanh số chứng nhận
| Bảng xếp hạng (2010–11)               | Vị trí cao nhất |
| ------------------------------------- | --------------- |
| Úc (ARIA)                             | 1               |
| Áo (Ö3 Austria Top 40)                | 2               |
| Bỉ (Ultratop 50 Flanders)             | 3               |
| Bỉ (Ultratop 50 Wallonia)             | 6               |
| Canada (Canadian Hot 100)             | 1               |
| Cộng hòa Séc (Rádio Top 100)          | 1               |
| Đan Mạch (Tracklisten)                | 1               |
| Pháp (SNEP)                           | 7               |
| Phần Lan (Suomen virallinen lista)    | 3               |
| Đức (GfK)                             | 1               |
| Hungary (Rádiós Top 40)               | 4               |
| Hungary (Single Top 40)               | 4               |
| Ireland (IRMA)                        | 1               |
| Israel (Media Forest)                 | 1               |
| Ý (FIMI)                              | 8               |
| Luxembourg Digital Songs (Billboard)  | 2               |
| Hà Lan (Dutch Top 40)                 | 2               |
| New Zealand (Recorded Music NZ)       | 1               |
| Na Uy (VG-lista)                      | 1               |
| Ba Lan (Polish Airplay Top 5)         | 1               |
| Scotland (OCC)                        | 1               |
| Slovakia (Rádio Top 100)              | 3               |
| Hàn Quốc (Gaon)                       | 15              |
| Tây Ban Nha (PROMUSICAE)              | 21              |
| Thụy Điển (Sverigetopplistan)         | 1               |
| Thụy Sĩ (Schweizer Hitparade)         | 1               |
| Anh Quốc (OCC)                        | 1               |
| Hoa Kỳ Billboard Hot 100              | 1               |
| Hoa Kỳ Adult Contemporary (Billboard) | 11              |
| Hoa Kỳ Adult Pop Airplay (Billboard)  | 3               |
| Hoa Kỳ Pop Airplay (Billboard)        | 1               |

| Quốc gia                                                                           | Chứng nhận  | Số đơn vị/doanh số chứng nhận |
| ---------------------------------------------------------------------------------- | ----------- | ----------------------------- |
| Úc (ARIA)                                                                          | 5× Bạch kim | 350.000^                      |
| Áo (IFPI Áo)                                                                       | Vàng        | 15.000*                       |
| Bỉ (BEA)                                                                           | Vàng        | 15.000*                       |
| Canada (Music Canada)                                                              | 5× Bạch kim | 400,000^                      |
| Đan Mạch (IFPI Đan Mạch)                                                           | Bạch kim    | 15,000^                       |
| Đức (BVMI)                                                                         | Bạch kim    | 500.000^                      |
| Ý (FIMI)                                                                           | Bạch kim    | 30.000*                       |
| Thụy Sĩ (IFPI)                                                                     | 2× Bạch kim | 60.000^                       |
| New Zealand (RMNZ)                                                                 | 2× Bạch kim | 30.000*                       |
| Anh Quốc (BPI)                                                                     | Bạch kim    | 600.000^                      |
| Hoa Kỳ (RIAA)                                                                      | 5× Bạch kim | 5,569,000                     |
| * Chứng nhận dựa theo doanh số tiêu thụ. ^ Chứng nhận dựa theo doanh số nhập hàng. |             |                               |

| Bảng xếp hạng (2010)     | Vị trí |
| ------------------------ | ------ |
| Australian Singles Chart | 32     |
| Dutch Singles Chart      | 188    |

| Bảng xếp hạng (2011)              | Vị trí |
| --------------------------------- | ------ |
| Australian Singles Chart          | 21     |
| Austrian Singles Chart            | 11     |
| Canadian Hot 100                  | 7      |
| Danish Singles Chart              | 4      |
| German Singles Chart              | 3      |
| Hungarian Airplay Chart           | 10     |
| Netherlands (Mega Single Top 100) | 9      |
| New Zealand Singles Chart         | 20     |
| Swiss Singles Chart               | 5      |
| UK Singles Chart                  | 6      |
| US Billboard Hot 100              | 6      |
| US Pop Songs                      | 6      |

### Thành công trên các bảng xếp hạng
| Thứ tự chức vụ                                                                                              | Thứ tự chức vụ | Thứ tự chức vụ                                                                                                   |
| --- | --- | --- |
| Tiền nhiệm "The Time (Dirty Bit)" bởi The Black Eyed Peas "Who's That Girl" bởi Guy Sebastian featuring Eve | Đĩa đơn quán quân Australian Singles Chart 13 tháng 12 năm 2010 – 20 tháng 12 năm 2010 3 tháng 1 năm 2011 (á quân)                         | Kế nhiệm "Who's That Girl" bởi Guy Sebastian hợp tác với Eve "Who's That Girl" bởi Guy Sebastian hợp tác với Eve |
| Tiền nhiệm "The Time (Dirty Bit)" bởi The Black Eyed Peas                                                   | Đĩa đơn quán quân New Zealand Singles Chart 20 tháng 12 năm 2010 – 3 tháng 1 năm 2011                                                      | Kế nhiệm "Yeah 3x" bởi Chris Brown                                                                               |
| Tiền nhiệm "Firework" bởi Katy Perry "Firework" bởi Katy Perry "Hold It Against Me" bởi Britney Spears      | Đĩa đơn quán quân Billboard Hot 100 8 tháng 1 năm 2011 22 tháng 1 năm 2011 5 tháng 2 năm 2011 – 12 tháng 2 năm 2011                        | Kế nhiệm "Firework" bởi Katy Perry "Hold It Against Me" bởi Britney Spears "Black and Yellow" bởi Wiz Khalifa    |
| Tiền nhiệm "When We Collide" bởi Matt Cardle                                                                | Đĩa đơn quán quân Irish Singles Chart 14 tháng 1 năm 2011 – 3 tháng 2 năm 2011                                                             | Kế nhiệm "Price Tag" bởi Jessie J hợp tác với B.o.B                                                              |
| Tiền nhiệm "Ewakuacja" bởi Ewa Farna                                                                        | Đĩa đơn quán quân tại Ba Lan 5 tháng 3 năm 2011 – 1 tháng 4 năm 2011                                                                       | Kế nhiệm "Born This Way" bởi Lady Gaga                                                                           |
| Tiền nhiệm "What's My Name?" bởi Rihanna hợp tác với Drake                                                  | Đĩa đơn quán quân tại Liên hiệp Anh (UK Singles Chart) 16 tháng 1 năm 2011 – 30 tháng 1 năm 2011                                           | Kế nhiệm "We R Who We R" bởi Kesha                                                                               |
| Tiền nhiệm "Barbra Streisand" bởi Duck Sauce                                                                | Đĩa đơn quán quân tại Na Uy (VG-Lista) 17 tháng 1 năm 2011 – 6 tháng 2 năm 2011                                                            | Kế nhiệm "Haba Haba" bởi Stella Mwangi                                                                           |
| Tiền nhiệm "The Time (Dirty Bit)" bởi The Black Eyed Peas "More" bởi Usher                                  | Đĩa đơn quán quân tại Canada (Canadian Hot 100) 22 tháng 1 năm 2011 12 tháng 2 năm 2011                                                    | Kế nhiệm "Hold It Against Me" bởi Britney Spears "Born This Way" bởi Lady Gaga                                   |
| Tiền nhiệm "Mikrofonkåt" bởi September "Born This Way" bởi Lady Gaga                                        | Đĩa đơn quán quân tại Thụy Điển (Swedish Singles Chart) 11 tháng 2 năm 2011 – 18 tháng 2 năm 2011 4 tháng 3 năm 2011 - 11 tháng 3 năm 2011 | Kế nhiệm "Born This Way" bởi Lady Gaga "Popular" bởi Eric Saade                                                  |
| Tiền nhiệm "Out of It" bởi Fallulah                                                                         | Đĩa đơn quán quân tại Đan Mạch (Danish Singles Chart) 18 tháng 2 năm 2011 – 25 tháng 2 năm 2011                                            | Kế nhiệm "Mod solnedgangen" bởi Nik & Jay                                                                        |
| Tiền nhiệm "Rolling in the Deep" bởi Adele "Born This Way" bởi Lady Gaga                                    | Đĩa đơn quán quân tại Đức (German Singles Chart) 18 tháng 2 năm 2011 - 18 tháng 3 năm 2011 1 tháng 4 năm 2011 - 15 tháng 4 năm 2011        | Kế nhiệm "Born This Way" bởi Lady Gaga "On The Floor" bởi Jennifer Lopez hợp tác bởi Pitbull                     |
| Tiền nhiệm "Coming Home" bởi Diddy-Dirty Money hợp tác với Skylar Grey                                      | Đĩa đơn quán quân tại Thụy Sĩ (Swiss Singles Chart) 20 tháng 2 năm 2011                                                                    | Kế nhiệm "Born This Way" bởi Lady Gaga                                                                           |